# Catedral de Santa María Asunta (Saint-Florent)
La antigua catedral de Santa María Asunta de Saint-Florent o simplemente catedral de Nebbio (en francés: Cathédrale Santa-Maria-Assunta) es un templo de la Iglesia católica y monumento histórico de Francia situado en la ciudad de Saint-Florent en la isla de Córcega. Fue la sede del obispado de Nebbio hasta 1801, cuando la diócesis se fusionó en la diócesis de Ajaccio, y ahora es la iglesia de Santa María Assunta.
La antigua región del Nebbio, o Nebbiu, en Córcega formó un obispado cristiano a partir del siglo V en adelante. La antigua catedral, ahora la iglesia de Santa María Assunta, situada en el borde de la ciudad de Saint-Florent en la carretera que conduce a Poggio d'Oletta, es un edificio románico fuertemente restauradoa. La fecha de su construcción se sitúa entre aproximadamente el 1125 y el 1140. El edificio ha estado protegido desde 1840 y ha sido clasificado como monumento histórico desde 1875.
La primera referencia documental clara sobre esta catedral está en una escritura fechada en 1176, transcrita en el cartulario de la Cartuja de Calci, aunque bien puede ser mencionada en dos documentos anteriores de 1138 y 1145.
En 1611 monseñor Ruscone tuvo un nuevo palacio episcopal construido junto a la catedral, destruido más tarde y posteriormente reconstruido en 1714 por Mgr Aprosio. Tanto la catedral como el palacio fueron ocupados en 1748 por las tropas genovesas. El último obispo de Nebbio fue monseñor  Santini, de 1776 a 1801, cuando el obispado de Nebbio se incorporó al de Ajaccio y la catedral perdió su anterior estatus.

## Galería de imágenes

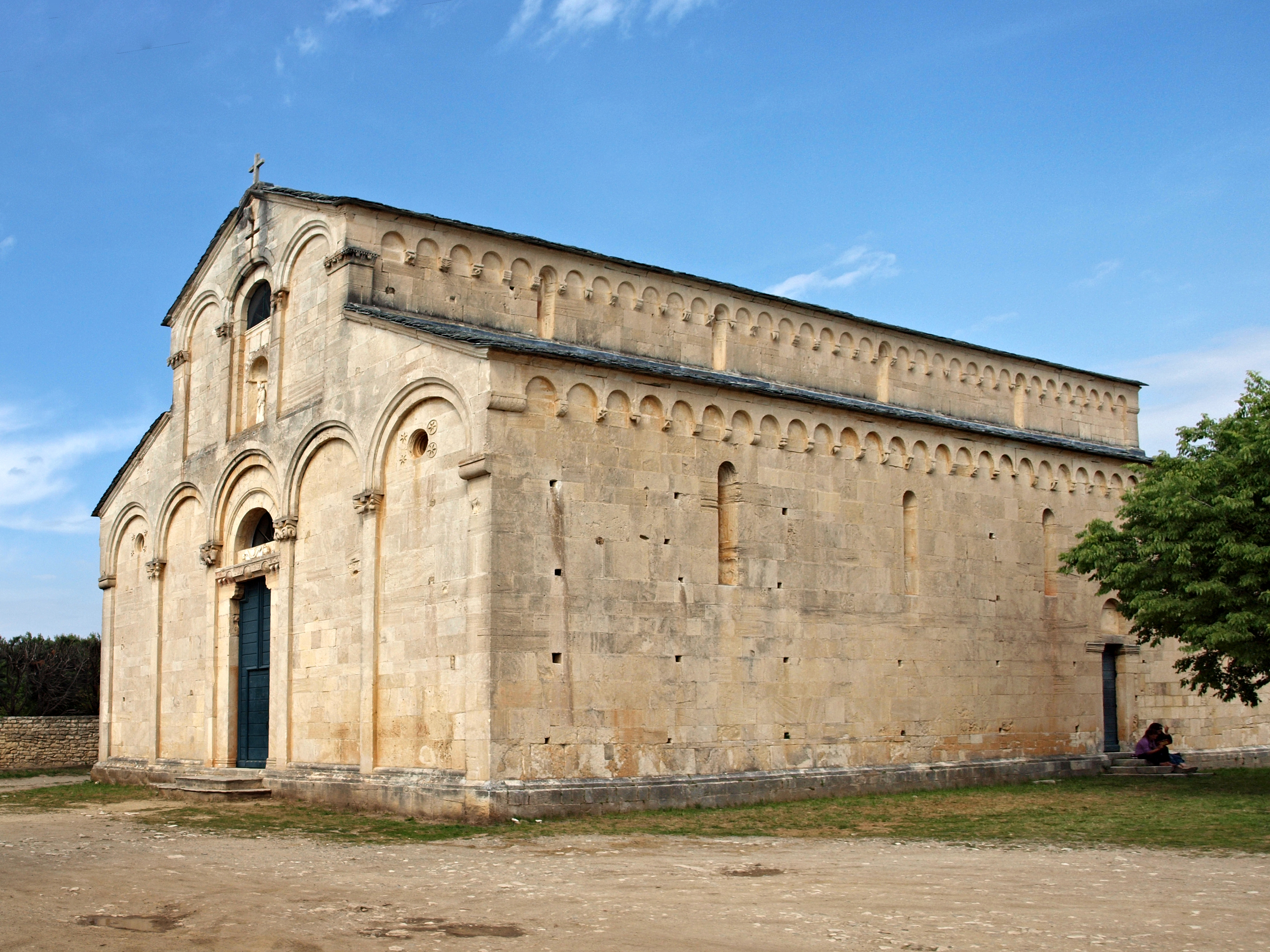
Vista en escorzo
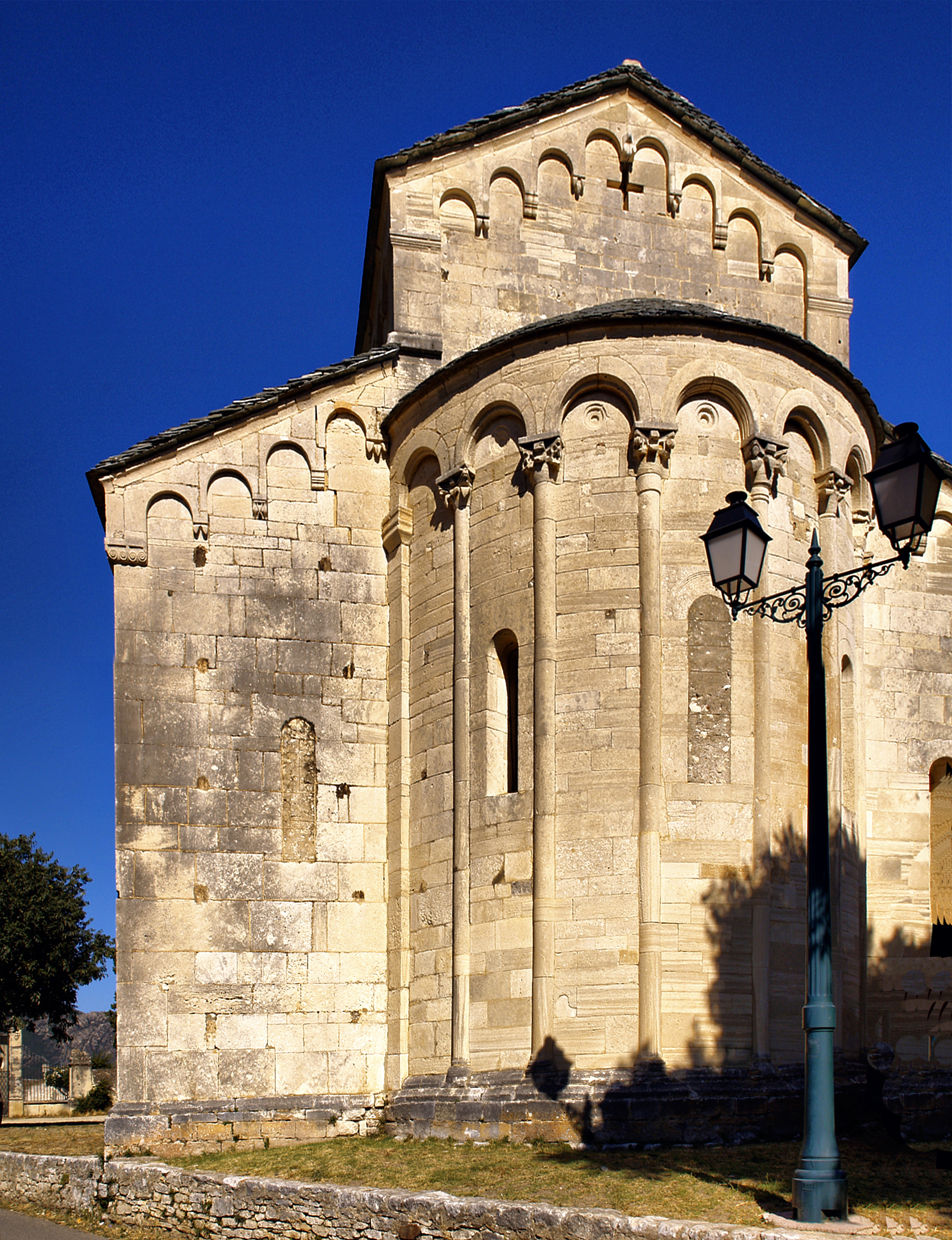
Ábside
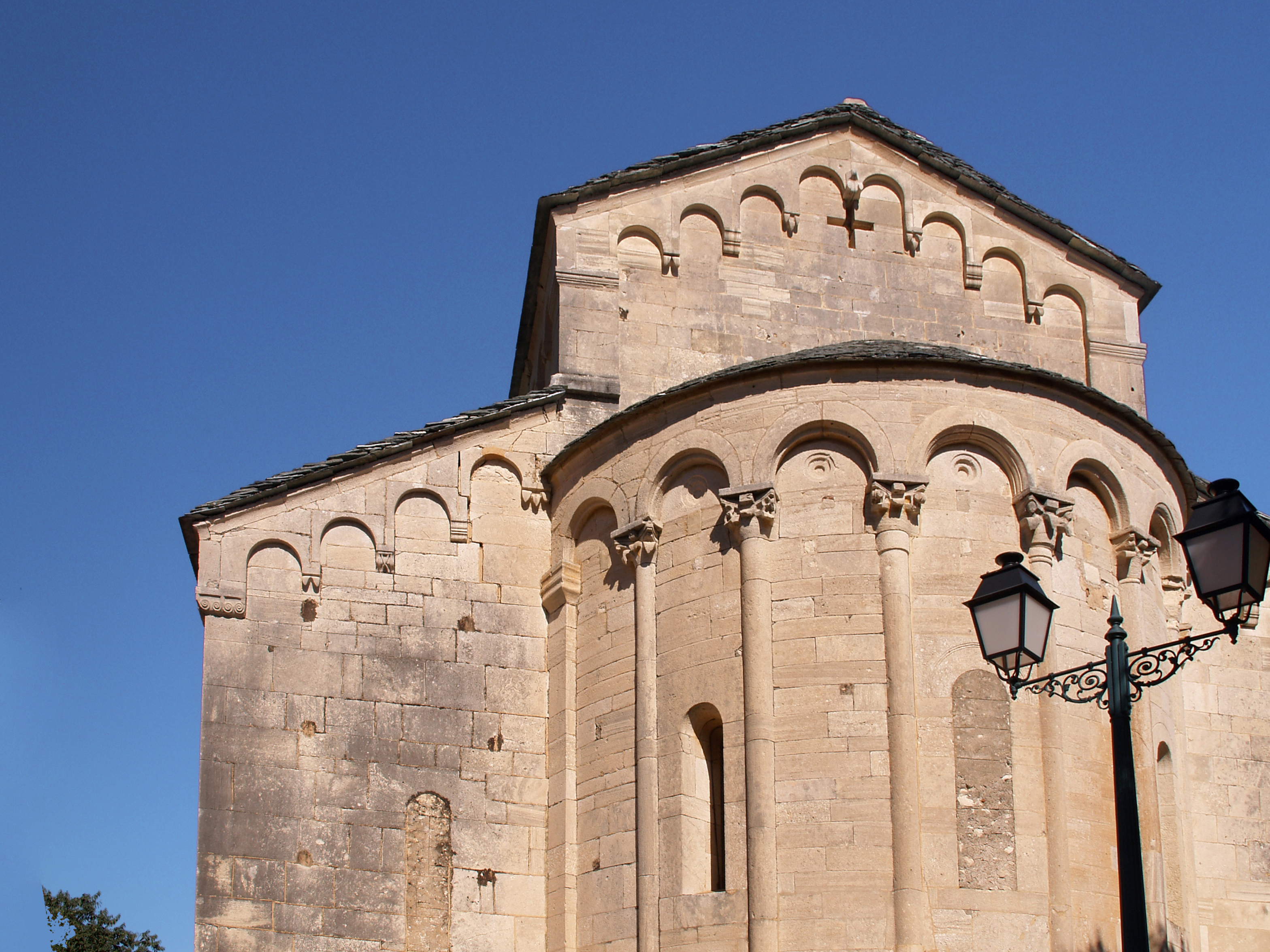
Detalle del alto de la cabecera
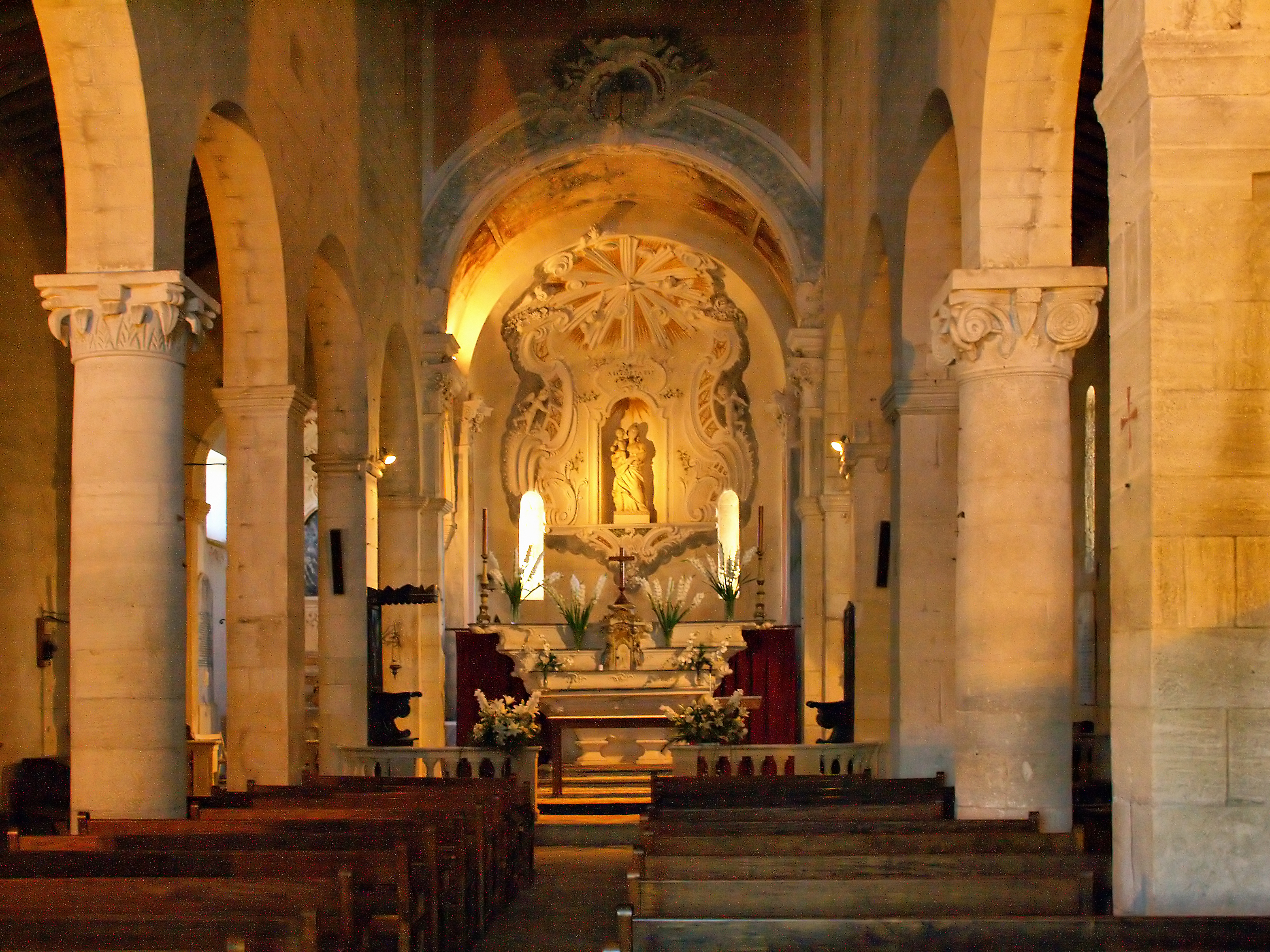
Nave
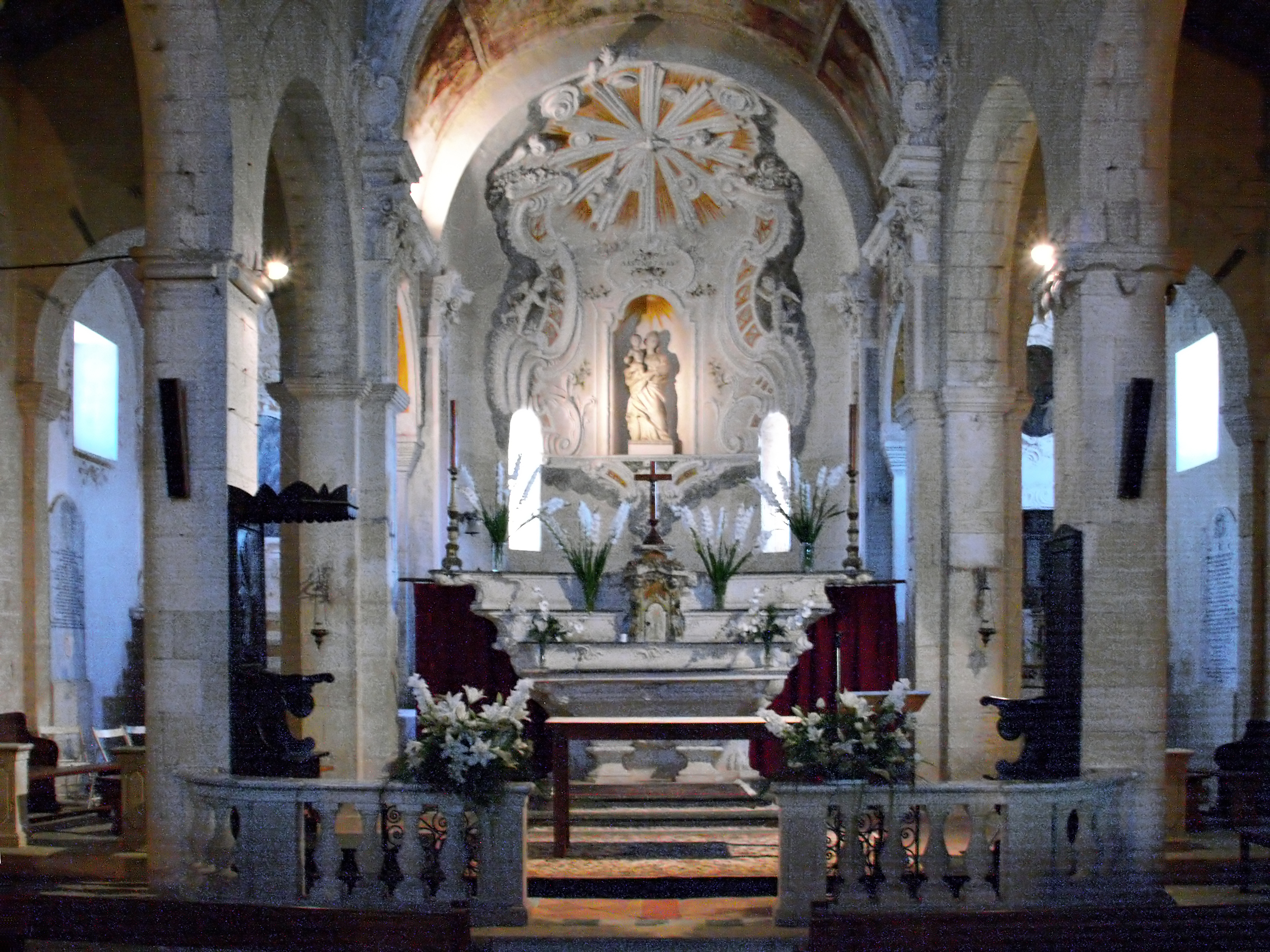
Coro
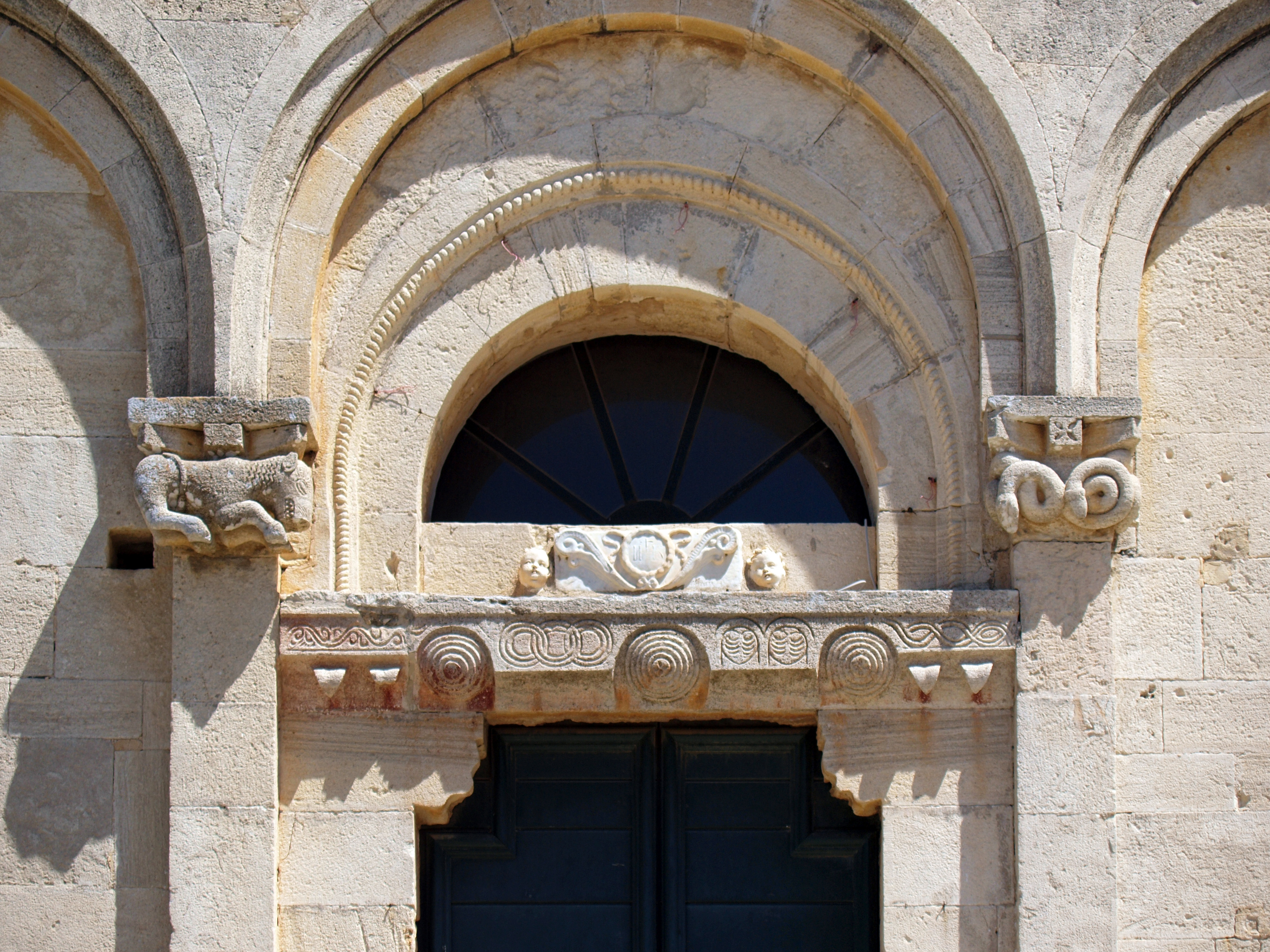
Tímpano, modillon, dintel